# El vagamundo
El vagamundo va ser un programa de televisió de la RTVA (Radio y Televisión de Andalucía) presentat i dirigit per Jesús Quintero des de l'any 1999 fins a 2002. El programa, que va ser emès a Canal 2 Andalucía, es basava en l'entrevista. No comptava amb una estructura fixa, sinó amb diverses seccions o models d'entrevistes. Es podria dir que el programa realitzava una classificació dels convidats dins de diversos grups: grans figures que passessin per Andalusia, líders socials i culturals del moment, o personatges anònims que tenen coses interessants que comptar, com Juan Joya "EL Risitas".
També comptava amb altres seccions com entrevistes realitzades a personatges rellevants d'Amèrica Llatina, petits debats amb humoristes i Entrevistes con el más allá, en les quals l'entrevistat era un personatge que ja havia mort, però de qui es posseïa un enregistrament d'anys anteriors.
El programa va ser guardonat amb un dels Premis Ondas 2001 que atorga Ràdio Barcelona de la Cadena SER, dins de la modalitat de televisió com a "programa més innovador" de 2001. El programa no va desaparèixer, sinó que va evolucionar a un altre programa, Ratones coloraos, en el qual Quintero volia abastar més camps i incorporar una sèrie de novetats.
Així mateix un "vagamundo" és la persona que recorre països i llocs, que sempre camina de viatge.